# Хогарт, Уильям
Уи́льям Хо́гарт (англ. William Hogarth; 10 ноября 1697, Лондон — 26 октября 1764, там же) — английский живописец, рисовальщик и гравёр академического направления бытового и портретного жанров, основатель и крупный представитель национальной художественной школы, иллюстратор, автор сатирических гравюр, открыватель новых жанров в живописи и графике. Оригинальный теоретик искусства.
Многие произведения художник, испытавший на себе влияние идей философов эпохи Просвещения, сопровождал поучительными текстами, подчиняя изобразительное искусство задаче воспитания нравственного начала в человеке и искоренения пороков современного ему общества.

## Жизнеописание

### Ранние годы
Уильям Хогарт родился 10 ноября 1697 года в одном из лондонских районов Бартоломью-Клоуз (англ. Bartholomew Close) в семье бедного учителя латыни Ричарда Хогарта и Анны Гиббонс и был первым выжившим ребёнком супругов. Бедность вынудила отца Хогарта заняться корректурой латинских текстов для издателей.
Уильям с раннего детства проявил незаурядные способности к рисованию, был весьма наблюдателен и имел великолепную память на детали. В начальной школе учился неохотно, в основном проводя время за рисованием. В детстве Уильям был вынужден продавать приготовленные матерью народные средства лечения, поскольку идея отца основать кафе, где посетители могли бы общаться исключительно на латыни, потерпела крах. Отец на пять лет попал в лондонскую долговую «Флитскую тюрьму». Поэтому приступить к учёбе Хогарт смог значительно позже сверстников.

### Образование и раннее творчество
В 1713 году Хогарт, не окончив начальной школы, стал учеником у гравёра по серебру Эллиса Гэмбла, где получил навыки гравировки, работы с металлом и познакомился со стилем рококо. В 1718 году умер отец Уильяма, и он, будучи старшим ребёнком в семье, был вынужден содержать свою мать и двух сестер, берясь за мелкие заказы. Он изготовлял коммерческие визитки, небольшие гербы и другие мелкие изделия. Такая работа не приносила Хогарту удовольствия, он считал её глупой и скучной, поскольку испытывал тягу к высокому искусству. Прежде всего его интересовала графика. Поэтому вскоре он начал брать уроки живописи в одной из лондонских частных художественных академий, которую основали Луи Шерон и Джон Вандербанк. Хогарт также много занимался самообразованием.
В 1720 году он открыл собственную небольшую граверную мастерскую. Его первыми самостоятельными работами были графические сатиры о крахе акций Компании Южных морей (The South Sea Scheme, ок. 1721), сатиры на маскарады и оперные спектакли (Masquerades and Operas, 1724) и на театральную жизнь Лондона (A Just View of the British Stage, 1724).
Хогарт забросил академию, а с 1724 года стал посещать школу живописи и рисунка, основанную в доме придворного художника Джеймса Торнхилла, известного своими росписями в лондонском Соборе Святого Павла. В 1720—1730 годы Хогарт овладевал искусством книжной иллюстрации. В 1726 году он иллюстрировал антипуританскую приключенческую поэму «Хадибрас» Сэмюэла Батлера. Первое живописное произведение Хогарта появилось в 1728 году, это было полотно на сюжет популярной в то время пьесы Джона Гея «Опера нищего».

### Женитьба
В 1724 году Хогарт познакомился с 15-летней дочерью Торнхилла — Джейн. Через пять лет, не надеясь получить согласие отца Джейн на брак, Хогарт и его возлюбленная тайно обвенчались в старой Паддингтонской церкви (23 марта 1729 года). Примириться со своим тестем Хогарту удалось лишь после того, как он достиг материального благосостояния и признания, как художник.
По воспоминаниям самого Хогарта: «Потом я женился и занялся рисовать небольшие салонные картинки от 12 до 15 дюймов высотой. Поскольку они были новинкой, то имели успех в течение нескольких лет и хорошо продавались».
В конце 1720-х годов Хогарт написал ряд групповых портретов английских семей, так называемые «разговорные портреты» (англ. conversation pieces). К ним относятся «Музыкальная вечеринка» (A Musical Party, 1730, Музей Фицуильяма, Кембридж), «Собрание в доме Ванстед» (The Assembly at Wanstead House, 1729—1731, Музей искусств Филадельфии), «Семья Волластон» (The Wollaston Family, 1730, частная коллекция) и «Семья Фаунтейн» (The Fountaine Family, 1730—1732, Художественный музей Филадельфии).

## Творчество
В 1730—1731 годах Хогарт выполнил серию из шести картин, получившую название «Карьера проститутки». Большим успехом пользовались гравюрные оттиски серии, напечатанные в 1732 году. Неизвестно, была ли его модель, написанная на серии картин, вымышленной или реально существующей. На этих картинах художник изобразил ярко накрашенную молодую женщину. Сквозь белила, румяна и помаду просвечивает трагическая судьба человека, вынужденного работать в столь непрезентабельной профессии. В то время посетитель публичного дома мог получить любую женщину, заплатив всего шиллинг.
Следующая серия гравюр — «Карьера мота» — была опубликована в 1735 году; 25 марта 1738 года, вместе с листами «Четыре времени дня» была опубликована гравюра «Бродячие актрисы, переодевающиеся в амбаре».
В 1745 году появился цикл «Модный брак». Затем последовали другие серии, среди которых — «Прилежание и леность» (1747), «Четыре стадии жестокости» (1751) и «Выборы» (4 гравюры, 1755—1758). Хогарт выполнил также множество отдельных гравюр, несколько портретов и ряд исторических картин. В 1753 году вышел в свет его трактат «Анализ красоты». В 1757 году Георг II назначил Хогарта главным живописцем; в этой должности он стал преемником Джеймса Торнхилла. В 1764 году художник выпустил свою последнюю гравюру «Конец, или Бездна». В середине 1750-х годов почти в любой английской лавочке или книжном магазине можно было купить гравюры Уильяма Хогарта. Лучше любых биографов о нём рассказал автопортрет, композиция которого необычна — это «картина в картине».

## Темы и сюжеты
Хогарт наблюдал жизнь людей разного материального достатка, принадлежавших ко всем слоям общества; он был не только талантливым портретистом, но и моралистом и сатириком. В портретной живописи художник был объективен и прямолинеен, что хорошо заметно в «Портрете капитана Т. Корема» (1740, Лондон, Сиротский приют Корема) и «Портрете Саймона Фрейзера, лорда Ловета» (1746, Лондон, Национальная портретная галерея). В искусстве Хогарта важное место принадлежит юмору. Так, в двух знаменитых гравюрах 1751 года он противопоставил ужасные последствия, ожидающие тех, кто злоупотребляет дешёвым джином «Переулок джина», процветанию и благополучию тех, кто отдаёт предпочтение английскому пиву «Пивная улица». Сатирическое изображение жизни эпохи, особенно в сериях «Модный брак» и «Выборы», ставит его в один ряд с великими романистами-сатириками XVIII века.

### Модный брак
В 1743—1745 годах Уильям Хогарт написал шесть картин из серии «Модный брак» (Лондонская Национальная галерея), остроумно критикующих высшее общество XVIII века. Это предупреждение, показывающее катастрофические последствия опрометчивого брака по расчёту.

## Хогарт — теоретик искусства и основатель Академии Святого Мартина
Уильяма Хогарта привлекали не только проблемы нравственного совершенствования человека, но и вопросы красоты и гармонии в природе и искусстве. Он заинтересовался эстетическими свойствами хорошо известной в истории изобразительного искусства так называемой S-образной линии, или «Линии красоты» («Line of Beauty»). В предисловии к трактату «Анализ красоты» («The Analysis of Beauty», 1753) Хогарт привёл в английском переводе известную фразу Микеланджело о том, что «необходимо делать фигуру пирамидальной, змеевидно изогнутой и в кратных отношениях к одному, двум и трём». В оригинальном тексте: (итал. forma serpentinata  — «змеевидная форма»).
Хогарт добавил от себя: «В этом правиле заключается вся тайна искусства, потому что величайшее очарование и жизнь, какие только может иметь картина, это передача движения». Хогарт сделал S-образную линию своей эмблемой. «Линию красоты» он поместил на обложку своего трактата внутри зеркальной пирамиды (символ единства противоположностей), а в основании этой композиции начертал слово «variety» (англ., «разнообразие»). По его теории, S-образная кривая создаёт впечатления жизни и деятельности, возбуждая внимание зрителя, в отличие от прямых, параллельных либо пересекающихся под прямым углом линий, создающих подсознательное впечатление застоя, смерти, неодушевлённого предмета. Основой красоты он считал гармоническое сочетание единства и разнообразия, которое для него воплощала волнообразная линия. Эта линия является главным элементом всех живых, движущихся и изменяющихся природных объектов. Перенесённая в трехмёрное пространство, она становится, по его определению, змеевидной или «линией привлекательности». «Хогарт был прав», — заключал российский исследователь С. М. Даниэль. Для изобразительного искусства S-образная линия оказывается универсальной, выражая одновременно гармонию, равновесие и движение.
В 1735 году Уильям Хогарт основал в Лондоне «Академию Святого Мартина», полное название: Академия Сент-Мартинс-Лейн" (St Martin’s Lane Academy). В сущности это была студия рисунка, образованная из круга живописцев, рисовальщиков и гравёров, собиравшихся в кофейне Слотерс в верхней оконечности улицы Святого Мартина в Лондоне. Однако она стала предшественницей Королевской академии художеств. Классы рисования в Академии Сент-Мартинс-Лейн были неразрывно связаны с распространением новых художественных идей в Англии во времена правления Георга II и Георга III.

## Образ в культуре
Семь из восьми гравюр серии «Карьера мота» через двести лет после своего создания легли в основу сюжета балета шотландского певца, актёра и композитора Гэвина Гордона. Постановка была осуществлена в 1935 году хореографом Нинет де Валуа.
В 1946 году на экраны вышел американский художественный фильм «Бедлам» (режиссёр Марк Робсон), творческий коллектив которого вдохновили картины и гравюры Хогарта.
В 1951 году Игорь Стравинский написал оперу «Похождения повесы» под впечатлением творчества Хогарта.
В 2003 году было создано сценическое шоу под названием «Похождения повесы», в котором семнадцать актёров и актрис представили свой вариант интенсивного изучения офортов художника.

## Публикации текстов
Издания на русском языке
- Хогарт У. Анализ красоты / Уильям Хогарт ; [пер. с англ. П. В. Мелковой; вступ. ст. д. иск. М. Ю. Германа; примеч. д. филол. н. М. П. Алексеева]. — Санкт-Петербург : Азбука-Аттикус, 2016. — 282, [3] с. — (Азбука-классика). — ISBN 978-5-389-11971-0.